# ISOFIX

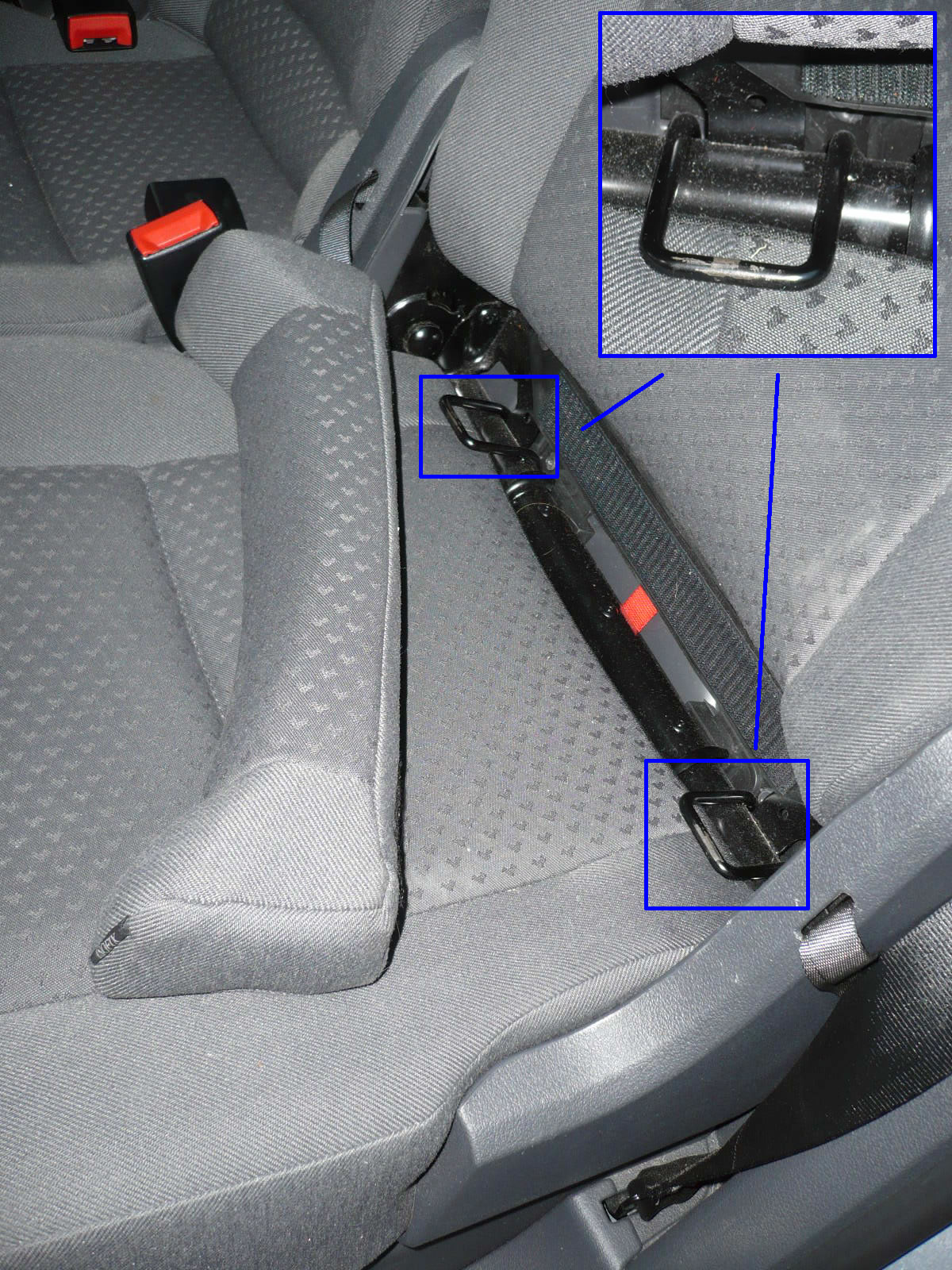
Uchwyty Isofix na tylnym siedzeniu

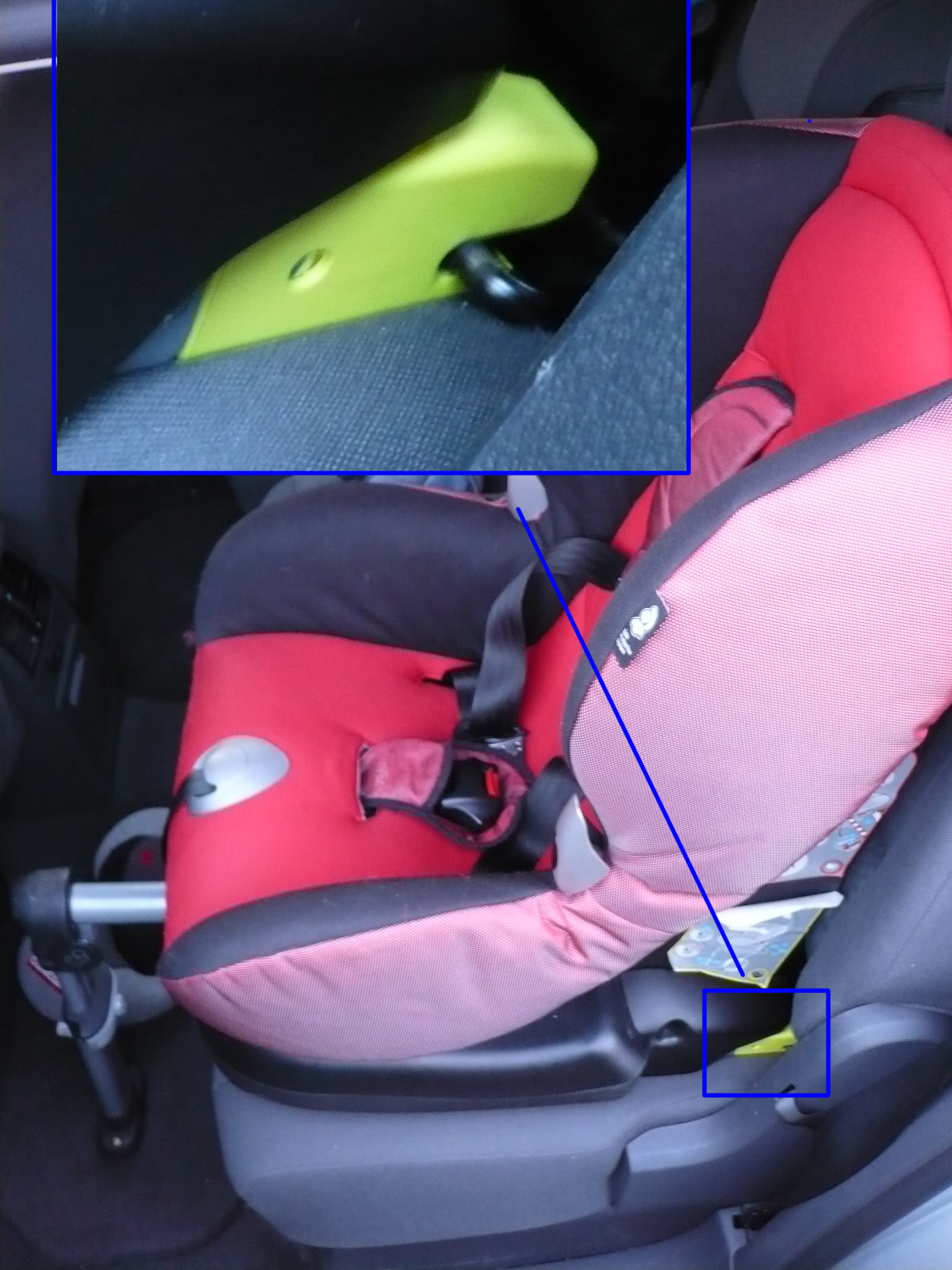
Mocowanie systemu Isofix

International Organisation for Standardisation – ISO Fixture bardziej znane w skrócie jako Isofix także ISOFIX (standard ISO 13216), jest systemem mocowania fotelików dziecięcych na siedzeniach w samochodach. System Isofix składa się z dwóch uchwytów, które znajdują się między siedziskiem a oparciem fotela. Uchwyty te są przymocowane bezpośrednio do konstrukcji pojazdu. Wcześniej stosowano (wciąż powszechne) mocowanie fotelika pasami bezpieczeństwa. W stosunku do pasów, Isofix zapewnia sztywniejsze zamocowanie, co przekłada się na wyższe bezpieczeństwo. Zastosowanie systemu zatrzasków praktycznie wyklucza nieprawidłowy montaż. Wadą Isofixu jest brak zabezpieczenia fotelika przed przemieszczeniem w osi obrotu wokół uchwytów. Jedyne zabezpieczenie stanowią siedzisko i oparcie fotela.
Z tego powodu w fotelikach wyposażony w ten system stosuje się górny pas kotwiczący fotelik do karoserii samochodu top tether lub częściej spotykane rozwiązanie nogę stabilizującą. Wyjątkiem są foteliki w grupie III (15–36 kg) które nie wymagają tych rozwiązań.
System Isofix zaproponowano w 1991, a standardem stał się w 1999 roku.